# 젊은 날의 처칠
젊은 날의 처칠(Young Winston)은 미국에서 제작된 리차드 아텐보로 감독의 1972년 전쟁, 드라마 영화이다. 시몬 워드 등이 주연으로 출연하였고 리차드 아텐보로 등이 제작에 참여하였다.

## 출연

### 주연
- 시몬 워드
- 피터 셀리어
- 로날드 하인즈
- 디노 샤픽
- 존 밀스
- 앤 밴크로프트
- 러셀 루이스

### 조연
- 팻 헤이우드
- 로버트 쇼
- 로렌스 네스미스
- 윌리엄 덱스터
- 바질 디냠
- 로버트 하디
- 존 스튜어트
- 콜린 블레이커리
- 노엘 데이비스
- 마이클 오드레슨
- 잭 호킨스
- 피터 만
- 리처드 리치
- 클리브 모튼
- 로버트 플레밍
- 레지널드 마쉬
- 패트릭 마지
- 제인 세이모어
- 딘즈데일 랜든
- 줄리안 홀로웨이
- 쏘리 월터스
- 패트릭 홀트
- 노만 버드
- 에드워드 우드워드
- 제라르드 심
- 론 펨버
- 제임스 코스모
- 앤드류 폴즈
- 모리스 로브
- 제임스 코진스
- 존 우드바인
- 노먼 로싱톤
- 안소니 홉킨스
- 로버트 해리스
- 이안 홈
- 에드워드 번햄

## 제작진
- 원작자: 윈스턴 처칠
- 미술: 도널드 M. 어쉬톤
- 미술: 제프리 드레이크
- 의상: 안소니 멘들슨
- 배역: 미리암 브리크먼